# Ноздроватый, Михаил Васильевич
Князь Михаил Васильевич Ноздроватый  († после 1599) — голова, полковой и городовой воевода. Рюрикович в XXI колене из княжеского рода Звенигородские.
Старший из двух сыновей воеводы князя Василия Петровича Ноздроватого.

## Биография
Дворянин по Дмитрову с окладом 600 четвертей (1577). В сентябре 1577 года во время ливонского похода послан из занятого русского войсками города Ленавардена «под Смилтен посылкою… И князь Михайло прислал к государю, что литовские люди и немцы города не отворят, а просят сроку на три дни».
В июне 1579 года упоминается среди голов в царском полку во время нового похода русской армии на Ливонию. В октябре 1579 года — второй воевода «на Жюкопе… Декабря в 9 день по староруским вестем велено быти в Русе … з Жюкопы… князю Михаилу Ноздроватому». Один из воевод в Новгороде и третий воевода Большого полка в походе к Кукейносу (1580). Осенью 1580 года в связи с возможным нападением литовцев отправлен в Холм, где командовал передовым полком. Тогда же местничал с воеводой большого полка князем Василием Дмитриевичем Хилковым. «И государь велел в Холм к воеводе князю Михаилу Ноздроватому отписати, что он пишет, бредит, не зная; а государеве росписи ему со князем Васильем Хилковым быти пригоже; и он бы на государеве службе по росписи в передовом полку был и списки деетй боярских взял; а не будет он на государеве службе по росписи, а которая поруха государеве делу в том учинитца, и ему быть от государя кажнему смертью».
В конце января 1581 года по царскому указу отозван в Москву.
В январе 1582 года ходил через Торжок и Волоколамск в Великий Новгород против шведов с полком правой руки вторым воеводой; в марте ходил «из Смоленска… в литовскую землю под Могилев и под иные города войною» вторым воеводой передового полка. Тогда же местничал со вторым воеводой полка правой руки князем Меркулом Александровичем Щербатым и вторым воеводой сторожевого полка Владимиром Васильевичем Головиным. Позднее затеял местнический спор с первым воеводой полка левой руки Михаилом Глебовичем Салтыковым. В том же году «по литовским вестем, что пришол король (Стефан Баторий) ко Пскову, а Хриштон и Филон пришли на бельские и на ржевские места», отправлен с полком левой руки во Ржев. После ухода «больших» воевод в Новгород оставлен первым воеводой в Ржеве. В апреле того же года послан вторым воеводой в Тулу.
Зимой 1583 года отправлен вторым воеводой передового полка «в казанские места по казанским вестем, что казанцы заворошилися, над казанцы промышлять». В 1583—1584 годах — первый воевода в Дедилове. Зимой 1585/1586 года водил «по свейским вестем … на свейские люди, где придут», передовой полк. С марта по август 1586 года — воевода в Ряжске, затем ему было велено прибыть в Москву. «Тое же осени по темниковским вестем велел государь царь и великий князь Федор Иванович всеа Русии послати… на Веневу воеводу княз Михаила Ноздроватого» для укрепления засечной крепости. В шведском походе сначала вторым, потом первым воеводою передового полка (1586).
В мае 1587 года отправлен в Серпухов командовать передовым полком на случай появления на южной границе крымских татар, после чего переведён в большой полк. С лета до осени стоял «на берегу», в Алексине, первым воеводой передового полка, затем отправлен в Рязань, где стал первым воеводой полка левой руки. Тогда же местничал с воеводой передового полка Иваном Салтыковым. «И князю Михаилу писано от государя … Федора Ивановича … с опалою, что он дурует, списков не возмет, а с Ываном ему быть пригоже; и он бы по росписи был и списки взял».
В мае 1589 года прислан «по свейским вестем» на воеводство в Ладогу. В конце июня по царскому указу отозван в Москву. Второй воевода в Тобольске с князем Фёдором Михайловичем Лобановым-Ростовским (1592-1595), при них на Троицком мысу, срублен из леса город Тобольск (1594).
В 1596 году отправлен среди прочих воевод «на Донец на Северской на Белгородье… города ставити», после чего оставлен в новой крепости воеводой на один год. В начале лета того же 1596 года прибыл первым воеводой в Белёв и простоял там до сентября 1599 года, когда ему было велено приехать в Москву.
Владел поместьями и вотчиной в Коломенском уезде.
Князь Михаил Васильевич Ноздроватый скончался, не оставив после себя потомства.